# 努特梅克河 (厄斯特河支流)
51°10′33″N 7°51′31″E / 51.17574°N 7.858685°E

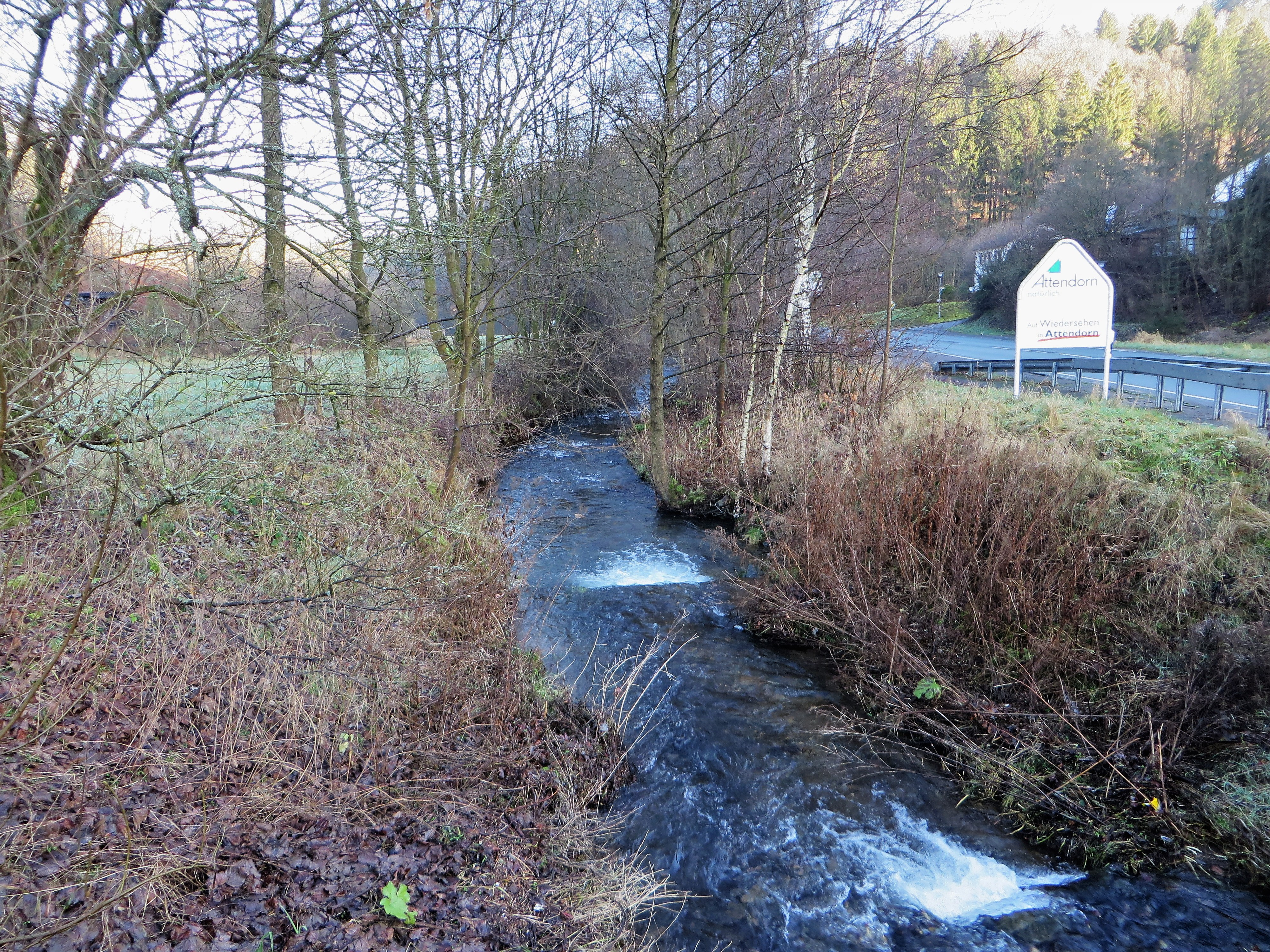

努特梅克河（德語：Nuttmecke），是德國的河流，位於該國西部，處於北萊茵-威斯特法倫州，屬於厄斯特河的右支流，河道全長3.4公里，流域面積11.9平方公里。